# Finale du championnat de France de rugby à XV 2020-2021
La finale du championnat de France de rugby à XV 2020-2021 se déroule le samedi 25 juin 2021 au Stade de France à Saint-Denis. Les deux premiers de la phase régulière, le Stade toulousain et le Stade rochelais, se retrouvent en finale.
Le Stade toulousain remporte la finale sur le score de 18 à 8, grâce à quatre pénalités et un drop de Thomas Ramos et un drops de Cheslin Kolbe
Mathieu Raynal est l'arbitre de la rencontre.

## Contexte

### Finale du championnat
La finale du Top 14 vient terminer la saison 2020-2021 de la plus haute division nationale de rugby à XV. L'équipe vainqueur remporte le bouclier de Brennus, célèbre trophée, ainsi que le titre de « Champion de France ». C'est la 122e édition. Le champion en titre est le Stade toulousain, vainqueur en 2018-2019 de l'ASM Clermont.

### Participants
Les deux équipes finalistes, le Toulouse et le Stade rochelais, se qualifient à l'issue d'une  saison régulière de 26 journées, débutée le 4 septembre 2020, et d'une phase finale à laquelle participent les six équipes les mieux classées. Toulousains et Rochelais se rencontrent pour la première fois à ce stade de la compétition. 
Le Stade toulousain est la dernière à avoir été championne de France, il y a deux saisons, la saison 2019-2020 ayant été arrêtée en avant la fin à cause de la pandémie de COVID-19.
De son côté, le Stade rochelais atteint pour la première fois de son histoire la finale du Championnat de France.
Cependant, ces deux équipes se sont affrontées quelques semaines auparavant lors de la finale de la Coupe d'Europe, remportée par le Stade toulousain sur le score de 22 à 17.

### Lieu et événement
La finale se tient traditionnellement au Stade de France en région parisienne. L'événement a débuté par une prestation du pianiste Mourad Tsimpou, et s'est clôturé par le groupe américain Black Eyed Peas.
La finale, qui débute à 20 h 45, est diffusée simultanément par Canal+ et par France 2.

## Parcours des participants

### Classement
| Rang | Club                  | J  | V  | N | D  | Bo | Bd | Pm  | Pe   | Diff | Pts |
| ---- | --------------------- | -- | -- | - | -- | -- | -- | --- | ---- | ---- | --- |
| 1    | Stade toulousain      | 26 | 17 | 1 | 8  | 8  | 3  | 767 | 557  | +210 | 81  |
| 2    | Stade rochelais       | 26 | 17 | 0 | 9  | 6  | 4  | 726 | 452  | +274 | 78  |
| 3    | Racing 92             | 26 | 17 | 0 | 9  | 6  | 4  | 757 | 577  | +180 | 78  |
| 4    | Union Bordeaux Bègles | 26 | 15 | 1 | 10 | 7  | 3  | 740 | 546  | +194 | 72  |
| 5    | ASM Clermont          | 26 | 15 | 1 | 10 | 6  | 3  | 830 | 619  | +211 | 71  |
| 6    | Stade français Paris  | 26 | 15 | 0 | 11 | 6  | 4  | 701 | 622  | +79  | 70  |
| 7    | Castres olympique     | 26 | 15 | 1 | 10 | 3  | 4  | 625 | 676  | -51  | 69  |
| 8    | RC Toulon             | 26 | 14 | 0 | 12 | 7  | 3  | 641 | 605  | +36  | 66  |
| 9    | Lyon OU               | 26 | 14 | 1 | 11 | 3  | 4  | 678 | 568  | +110 | 65  |
| 10   | Montpellier HR        | 26 | 10 | 0 | 16 | 6  | 8  | 579 | 615  | -36  | 54  |
| 11   | CA Brive              | 26 | 11 | 0 | 15 | 2  | 5  | 585 | 711  | -126 | 51  |
| 12   | Section paloise       | 26 | 9  | 1 | 16 | 2  | 6  | 688 | 752  | -64  | 46  |
| 13   | Aviron bayonnais      | 26 | 10 | 0 | 16 | 1  | 5  | 565 | 796  | -231 | 46  |
| 14   | SU Agen               | 26 | 0  | 0 | 26 | 0  | 2  | 315 | 1101 | -786 | 2   |

#### Demi-finales
Les deux équipes finissant aux deux premières places se qualifient directement pour les demi-finales.
Les demi-finales du championnat ont lieu le weekend du 19 juin 2021 au stade Pierre-Mauroy, à Lille. La ville hôte a été désignée le 24 octobre 2020 par le comité directeur de la LNR, la métropole de Bordeaux s'étant également portée candidate.
| Demi-finale Vendredi 18 juin 2021 21 h | Stade rochelais                                                                                       | 19 - 6 (16 - 6) | Racing 92                           | Stade Pierre-Mauroy, Lille Arbitre : Mathieu Raynal |
| Demi-finale Vendredi 18 juin 2021 21 h | Essai(s) : 1 Retière (29e) Transformation(s) : 1 West (30e) Pénalité(s) : 4 West (12e, 21e, 27e, 53e) |                 | Pénalité(s) : 2 Machenaud (8e, 14e) | Stade Pierre-Mauroy, Lille Arbitre : Mathieu Raynal |
| Demi-finale Vendredi 18 juin 2021 21 h | |                 |                                     | Stade Pierre-Mauroy, Lille Arbitre : Mathieu Raynal |

| Demi finale Samedi 19 juin 2021 21 h | Stade toulousain | 24 - 21 (14 - 7) | Union Bordeaux Bègles | Stade Pierre-Mauroy, Lille Arbitre : Tual Trainini |
| Demi finale Samedi 19 juin 2021 21 h | Essai(s) : 2 Ntamack (5e), Ramos (67e) Transformation(s) : 1 Ramos (68e) Pénalité(s) : 4 Ramos (11e, 18e, 35e, 59e) |                  | Essai(s) : 2 Lam (12e, 54e) Transformation(s) : 1 Jalibert (13e) Pénalité(s) : 3 Jalibert (44e, 61e, 77e) Carton(s) rouge(s) : 1 Seuteni (58e) | Stade Pierre-Mauroy, Lille Arbitre : Tual Trainini |
| Demi finale Samedi 19 juin 2021 21 h | |                  | | Stade Pierre-Mauroy, Lille Arbitre : Tual Trainini |

## Match

### Résumé
(mt : 12-0)
Homme du match : Thomas Ramos (Stade toulousain)
Points marqués :
Toulouse :
- 4/4 pénalités de Ramos (3e, 34e, 64e, 73e)
- 2 drops de Ramos (9e) et Kolbe (40e)

La Rochelle :
- 1 essai de Priso
- 1/3 pénalités de West (43e)

Évolution du score :
3-0, 6-0, 9-0, 12-0 mt, 12-3, 15-3, 18-3, 18-8, 18-8.
Arbitre : Mathieu Raynal
Le protocole de la finale du championnat se compose d'une Marseillaise et d'une présentation des acteurs du match au président de la République, Emmanuel Macron.
C'est Thomas Ramos qui tape le coup d'envoie du match pour le Stade toulousain. Après seulement deux minutes de jeu, les rochelais commettent une première faute avec une position de hors-jeu. Thomas Ramos transforme cette première pénalité, 50m face aux poteaux et ouvre le score. Quelques minutes plus tard, Ihaia West manque une première pénalité et ne parvient pas à égaliser. Dans la foulée Thomas Ramos vient inscrire un drop, puis une pénalité et porte le score à 9-0.
Puis, juste avant la mi-temps, Cheslin Kolbe tente un drop de plus de 50m et le passe, ce qui fait 12-0 à la mi-temps.
Trois minutes après le retour des vestiaires, Ihaia West marque les premier points de son équipe grâce à une pénalité. Ensuite, Ramos passe à nouveau deux pénalités et porte le score à 18 à 3. En fin de match, à la 77e minute, les rochelais vont inscrire le seul essai du match grâce à Dany Priso. Après une pénaltouche, le ballon porté avance et fini dans l'en-but. Les rochelais ne pourront pas revenir au score pas la suite et s'inclineront.
Les Toulousains sont ainsi champions de France pour la 21e fois, après un match maîtrisé.

### Composition des équipes
| Titulaires Cheslin Kolbe 15 Juan Cruz Mallia 14 Santiago Chocobares 13 Pita Ahki 12 Matthis Lebel 11 Thomas Ramos 10 Antoine Dupont 09 Selevasio Tolofua 08 François Cros 07 Rynhardt Elstadt 06 Richie Arnold 05 Rory Arnold 04 Charlie Faumuina 03 Julien Marchand 02 Cyril Baille 01 Remplaçants Peato Mauvaka 16 Rodrigue Neti 17 Iosefa Tekori 18 Thibaud Flament 19 Jerome Kaino 20 Alexi Balès 21 Maxime Médard 22 Dorian Aldegheri 23 Entraîneur Ugo Mola |  | Titulaires · 15 Brice Dulin · 14 Dillyn Leyds · 13 Raymond Rhule · 12 Geoffrey Doumayrou · 11 Arthur Retière · 10 Ihaia West · 90 Tawera Kerr-Barlow · 80 Grégory Alldritt · 70 Kevin Gourdon · 60 Wiaan Liebenberg · 50 Will Skelton · 40 Romain Sazy · 30 Uini Atonio · 20 Facundo Bosch · 10 Reda Wardi · Remplaçants · 16 Samuel Lagrange · 17 Dany Priso 77e · 18 Thomas Lavault · 19 Victor Vito · 20 Jules Le Bail · 21 Jules Plisson · 22 Jules Favre · 23 Arthur Joly · Entraîneur · Jono Gibbes · Ronan O'Gara · Grégory Patat |

## Après match
Le Stade toulousain, équipe la plus titrée, remporte son vingt-et-unième titre de champion de France.
Le toulousain Thomas Ramos est nommé meilleur joueur de la finale . Il inscrit 15 des 18 points de son équipe dans la rencontre.